# Qarah Benās
Qarah Benās (persiska: قَرِه بَناس, قَرِه بِناس, گَرِه بَناس, قره بناس, Qareh Banās) är en ort i Iran.   Den ligger i provinsen Kermanshah, i den nordvästra delen av landet, 300 km väster om huvudstaden Teheran. Qarah Benās ligger 1 511 meter över havet och antalet invånare är 292.
Terrängen runt Qarah Benās är kuperad åt sydväst, men åt nordost är den platt. Terrängen runt Qarah Benās sluttar norrut.Runt Qarah Benās är det ganska tätbefolkat, med 124 invånare per kvadratkilometer. Närmaste större samhälle är Kangāvar, 11,9 km norr om Qarah Benās. Trakten runt Qarah Benās består i huvudsak av gräsmarker.